# Jairo de Macedo da Silva
Jairo de Macedo da Silva, genannt Jairo (* 6. Mai 1992 in Rio de Janeiro) ist ein brasilianischer Fußballspieler.

## Karriere
Jairo begann in den Jugendmannschaften von Botafogo FR mit dem Fußballspielen. Zu Beginn seiner Profikarriere spielte er für den Madureira EC, bis er Anfang des Jahres 2014 beim slowakischen Klub FK AS Trenčín einen Dreijahresvertrag unterzeichnete. Mit Trenčin gewann er 2015 das Double aus Meisterschaft und Pokal.
Im August 2015 wurde Jairos Wechsel zum griechischen Klub PAOK Thessaloniki bekanntgegeben. Zur Saison 2016/17 wurde er für ein Jahr an den Ligakonkurrenten PAS Ioannina, 2017 an den moldauischen Serienmeister Sheriff Tiraspol ausgeliehen, mit dem er die nationale Meisterschaft gewann.
Vor Beginn der Saison 2018/19 wechselte Jairo in die erste kroatische Liga zu Hajduk Split. Im Verlauf der Saison gelangen ihm 13 Tore und zehn Assists. Daraufhin wurde er von den Spielern und Trainern der ersten Liga in die „Mannschaft der Saison“ gewählt.
Im Sommer 2021 wechselte Jairo zum Paphos FC in die zyprische First Division.

## Erfolge
Trenčín
- Slowakischer Meister: 2015
- Slowakischer Pokalsieger: 2015

Tiraspol
- Moldauischer Meister: 2017